# Literaturjahr 1938
Liste der Literaturjahre

◄ | 1934 | 1935 | 1936 | 1937 | Literaturjahr 1938 | 1939 | 1940 | 1941 | 1942 | ► | ►►

Weitere Ereignisse

## Ereignisse

### Prosa

#### Englischsprachige Literatur

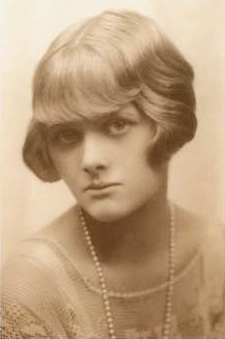
Daphne du Maurier

- April: Die Britin Daphne du Maurier veröffentlicht ihren bekanntesten Roman Rebecca.
- Agatha Christie veröffentlicht die beiden Kriminalromane Appointment with Death (2. Mai) und Hercule Poirot’s Christmas (19. Dezember) mit der Hauptfigur des Privatdetektivs Hercule Poirot.
- 16. Juli: The Saturday Evening Post beginnt The Code of the Woosters (Alter Adel rostet nicht), einen weiteren Roman P. G. Wodehouse um Bertie Wooster und seinen Kammerdiener Reginald Jeeves, als Fortsetzungsgeschichte zu veröffentlichen. Noch im gleichen Jahr wird der komische Roman auch in Buchform veröffentlicht.
- 17. Dezember: Der US-amerikanische Schriftsteller Eric Knight veröffentlicht in der Saturday Evening Post mit Lassie Come Home die erste Kurzgeschichte über die Hündin Lassie.

- Die US-Amerikanerin Marjorie Kinnan Rawlings veröffentlicht den Roman The Yearling (Frühling des Lebens), für den sie im folgenden Jahr mit dem Pulitzer-Preis ausgezeichnet wird.
- Virginia Woolf veröffentlicht den feministischen Essay Three Guineas (Drei Guineen).

#### Deutschsprachige Literatur
- Der Roman Zwei an der Grenze von Friedrich Wolf erscheint.
- Erich Kästner veröffentlicht den Roman Georg und die Zwischenfälle sowie Till Eulenspiegel als freie Nacherzählung für Kinder.
- Von Hans Fallada erscheinen die Geschichten aus der Murkelei.
- Von Stefan Zweig erscheint der im Exil entstandene biografische Roman Magellan. Der Mann und seine Tat.
- Ina Seidel veröffentlicht ihren erfolgreichsten Roman Lennacker. Das Buch einer Heimkehr.
- Im selben Jahr, in dem Ödön von Horváths Roman Jugend ohne Gott in acht verschiedene Sprachen übersetzt wird, wird er in Deutschland auf die Liste des schädlichen und unerwünschten Schrifttums gesetzt.

#### Literatur in anderen Sprachen
- Antonio Delfini veröffentlicht Il ricordo della Basca, eine thematisch verbundene Sammlung von elf Erzählungen.
- Samuel Becketts erster Roman Murphy wird in französischer Sprache erstveröffentlicht.
- Anton Makarenkos Roman Flaggen auf den Türmen erscheint erstmals in der Zeitschrift Krasnaja now.
- Der zweite Teil von Anton Makarenkos Roman Ehre erscheint in der Zeitschrift Oktjabr.
- Der polnische Schriftsteller Witold Gombrowicz veröffentlicht seinen Roman Ferdydurke.
- Von Georges Simenon erscheinen u. a. die Romane La Marie du port und Le Cheval Blanc sowie der Kriminalroman L’Homme qui regardait passer les trains.

### Lyrik
- Juni/September: Die Häftlinge Jura Soyfer und Herbert Zipper verfassen gemeinsam das Dachaulied mit dem Refrain „Arbeit macht frei“.
- Im September erscheinen die Zigeunerromanzen von Federico García Lorca in der Übertragung durch Enrique Beck in Zürich.

### Drama
- 22. Januar: Das epische Theaterstück Our Town von Thornton Wilder hat seine Uraufführung in den Vereinigten Staaten. Im selben Jahr erhält der Autor dafür den Pulitzer-Preis.
- 21. Mai: Furcht und Elend des Dritten Reiches, ein Theaterstück des deutschen Dramatikers Bertolt Brecht, wird in acht Szenen in Paris uraufgeführt. Bis Juni steigt die Anzahl der von Brecht entworfenen Szenen der von ihm so genannten „Montage“ auf 27.

### Periodika
- Ernst Hiemer wird Hauptschriftleiter der von Julius Streicher herausgegebenen antisemitischen und volksverhetzenden Wochenzeitung Der Stürmer. Im selben Jahr bringt er im Stürmer-Verlag das antisemitische Kinderbuch Der Giftpilz heraus. Das Buch mit Illustrationen von Philipp Rupprecht erreicht eine Auflage von 60.000 und findet teilweise als Schulbuch Verwendung. Von der Parteiführung hochgelobt, wird das Buch aufgrund seines plakativen und unglaubwürdig übertriebenen Antisemitismus aber sogar von Teilen der SS und des SD nicht positiv, sondern als „jugendgefährdend“ charakterisiert.

### Sachliteratur
- Von Carl Schmitt erscheint die Abhandlung Die Wendung zum diskriminierenden Kriegsbegriff.
- Von Jomo Kenyatta erscheint die anthropologische Studie Facing Mount Kenya.

### Comic
- 15. April: Der Band L'Île Noire aus der Serie Les aventures de Tintin von Hergé erscheint in Belgien erstmals.
- Juni: Nach der Ablehnung durch mehrere Verlage erscheint in den Vereinigten Staaten in der Reihe Action Comics das erste Superman-Comic, geschaffen von Jerry Siegel und Joe Shuster. Superman gilt als der erste Superheld der Comicgeschichte.

### Preisverleihungen
- Die US-Amerikanerin Pearl S. Buck erhält „für ihre reichen und echten epischen Schilderungen aus dem chinesischen Bauernleben und für ihre biographischen Meisterwerke“ den Nobelpreis für Literatur.

## Geboren

### Januar bis März
- 02. Januar: Hans Herbjørnsrud, norwegischer Schriftsteller († 2023)
- 05. Januar: Ngũgĩ wa Thiong’o, kenianischer Schriftsteller und Kulturwissenschaftler († 2025)
- 06. Januar: Mario Rodríguez Cobos, argentinischer Schriftsteller († 2010)
- 06. Januar: Wassyl Stus, ukrainischer Dichter, Publizist, sowjetischer Dissident und Menschenrechtsaktivist († 1985)
- 07. Januar: Roland Topor, französischer Autor, Schauspieler und Maler († 1997)
- 10. Januar: Renate Schostack, deutsche Journalistin und Schriftstellerin († 2016)
- 13. Januar: Nabanita Dev Sen, bengalische Schriftstellerin († 2019)
- 19. Januar: Manfred Osten, deutscher Autor und Kulturhistoriker
- 23. Januar: Nino Filastò, italienischer (Krimi-)Schriftsteller und Rechtsanwalt († 2021)
- 25. Januar: Wladimir Wyssozki, russischer Sänger, Poet und Schauspieler († 1980)
- 28. Januar: William Voltz, deutscher Schriftsteller († 1984)

- 01. Februar: Horst Bosetzky, deutscher Soziologe und Schriftsteller († 2018)
- 03. Februar: Jean Rouquette, französischer Geistlicher und Dichter und Essayist okzitanischer Sprache
- 04. Februar: Martin Greif, US-amerikanischer Anglist und Autor († 1996)
- 05. Februar: John Guare, US-amerikanischer Bühnenautor
- 07. Februar: Friedrich Karl Barth, deutscher Pfarrer und Liedautor
- 18. Februar: Elke Erb, deutsche Lyrikerin und Schriftstellerin († 2024)
- 19. Februar: Tomás Mac Síomóin, irischer Schriftsteller, Dichter, Übersetzer, Verleger († 2022)
- 24. Februar: Jürgen Günther, deutscher Comiczeichner († 2015)
- 26. Februar: Hans Haid, österreichischer Volkskundler, Bergbauer und Mundartdichter († 2019)

- 04. März: F. W. Bernstein, deutscher Lyriker und Karikaturist († 2018)
- 04. März: Kito Lorenc, sorbisch-deutscher Lyriker, Dramatiker und Übersetzer († 2017)
- 11. März: Dieter Masuhr, deutscher Maler, Schriftsteller und Übersetzer († 2015)
- 13. März: Hans-Joachim Hespos, deutscher Komponist und Verleger († 2022)
- 14. März: Anar, aserbaidschanischer Schriftsteller
- 14. März: Angus MacLise, US-amerikanischer Schlagzeuger, Komponist, Dichter und bildender Künstler († 1979)
- 15. März: Jürgen Schweinebraden, deutscher Galerist und Publizist († 2022)
- 18. März: Álfrún Gunnlaugsdóttir, isländische Schriftstellerin († 2021)
- 22. März: Věra Linhartová, tschechische Schriftstellerin
- 23. März: Federica de Cesco, Schweizer Schriftstellerin
- 27. März: Hansjörg Schneider, schweizerischer Schriftsteller und Dramatiker

### April bis Juni
- 12. April: Ernst Halter, Schweizer Schriftsteller, Übersetzer und Herausgeber
- 18. April: Tomasz Łubieński, polnischer Historiker, Publizist, Literaturkritiker und Schriftsteller († 2024)
- 19. April: Jürgen Serke, deutscher Journalist und Schriftsteller († 2024)
- 24. April: Michael Koser, deutscher Hörspielautor († 2024)
- 30. April: Antonia Arslan, armenische Archäologin und Professorin für moderne und zeitgenössische italienische Literatur
- 30. April: Larry Niven, US-amerikanischer Science-Fiction-Schriftsteller

- 08. Mai: Jean Giraud, französischer Comic-Zeichner († 2012)
- 09. Mai: Charles Simic, US-amerikanischer Dichter, Essayist und Übersetzer († 2023)
- 11. Mai: Joan Margarit, spanisch-katalanischer Lyriker, Essayist und Architekt († 2021)
- 16. Mai: Monique Laederach, Schweizer Schriftstellerin und Literaturkritikerin († 2004)
- 18. Mai: Rudolf Happle, deutscher Arzt und Limerickautor (Pseudonym Ole Haldrup)
- 21. Mai: Urs Widmer, Schweizer Schriftsteller († 2014)
- 25. Mai: Raymond Carver, US-amerikanischer Schriftsteller und Dichter († 1988)
- 25. Mai: Margaret Forster, britische Schriftstellerin († 2016)
- 30. Mai: Claude Michelet, französischer Schriftsteller († 2022)

- 04. Juni: Ulrich Grasnick, deutscher Autor
- 11. Juni: Gudrun Penndorf, deutsche Romanistin und Übersetzerin
- 16. Juni: Torgny Lindgren, schwedischer Schriftsteller († 2017)
- 16. Juni: Joyce Carol Oates, US-amerikanische Schriftstellerin
- 22. Juni: Peter Griese, deutscher Science-Fiction-Autor († 1996)
- 27. Juni: Konrad Kujau, deutscher Maler, Fälscher der Hitler-Tagebücher († 2000)

### Juli bis September
- 02. Juli: Manfred Sondermann, deutscher Karikaturist
- 07. Juli: Jan Assmann, deutscher Ägyptologe, Religions- und Kulturwissenschaftler († 2024)
- 13. Juli: Helga Königsdorf, deutsche Mathematikerin und Schriftstellerin († 2014)
- 17. Juli: Franz Alt, deutscher Journalist und Buchautor
- 18. Juli: Jan Stanisław Skorupski, polnischer Dichter
- 19. Juli: Dom Moraes, indischer Schriftsteller, Poet und Journalist († 2004)
- 21. Juli: Hermann Schulz, deutscher Schriftsteller und Verleger
- 23. Juli: Bill Schermbrucker, kanadischer Schriftsteller und Hochschullehrer († 2019)
- 25. Juli: Sudhir Kakar, indischer Psychoanalytiker, Essayist und Schriftsteller († 2024)
- 27. Juli: Jerry Juhl, US-amerikanischer Drehbuchautor († 2005)
- 29. Juli: Peter Jennings, US-amerikanischer Journalist († 2005)

- 01. August: Bernward Vesper, deutscher Schriftsteller, politischer Aktivist und Verleger († 1971)
- 07. August: Helen Caldicott, australische Ärztin, Buchautorin und Anti-Kernwaffen-Aktivistin
- 09. August: Clarisse Nicoïdski, französische Schriftstellerin († 1996)
- 10. August: Tony Ross, britischer Kinderbuchautor und -illustrator
- 17. August: Ruth Stöbling, deutsche Übersetzerin und Dolmetscherin
- 19. August: Barbara Bronnen, deutsche Schriftstellerin († 2019)
- 19. August: Werner Bucher, Schweizer Dichter, Schriftsteller und Verleger († 2019)
- 20. August: Anne Cameron, kanadische Schriftstellerin und Drehbuchautorin († 2022)
- 25. August: Frederick Forsyth, britischer Schriftsteller († 2025)

- 02. September: Rei Nakanishi, japanischer Liedtexter, Erzähler und Essayist († 2020)
- 03. September: Caryl Churchill, britische Dramatikerin
- 08. September: Wibke Bruhns, deutsche Journalistin († 2019)
- 13. September: Janusz Głowacki, polnischer Schriftsteller und Dramatiker († 2017)
- 15. September: Lya Luft, brasilianische Schriftstellerin und Übersetzerin († 2021)
- 17. September: Dilip Chitre, indischer Schriftsteller († 2009)

### Oktober bis Dezember
- 06. Oktober: Peter Gosse, deutscher Lyriker, Prosaautor und Essayist
- 14. Oktober: Wladislaw Krapiwin, sowjetischer bzw. russischer Schriftsteller († 2020)
- 15. Oktober: Marie-Luise Scherer, deutsche Schriftstellerin und Reporterin († 2022)
- 17. Oktober: Les Murray, australischer Dichter und Literaturkritiker († 2019)
- 19. Oktober: Renata Adler, US-amerikanische Journalistin und Schriftstellerin
- 19. Oktober: Eugenio Montejo, venezolanischer Dichter und Essayist († 2008)
- 24. Oktober: Walter Kappacher, österreichischer Schriftsteller († 2024)
- 24. Oktober: Jörg Schröder, deutscher Verleger, Herausgeber, Schriftsteller, Übersetzer, … († 2020)
- 25. Oktober: Michael Buselmeier, deutscher Schriftsteller
- 25. Oktober: Claude Minière, französischer Lyriker und Essayist
- 28. Oktober: Anne Perry, britische Schriftstellerin († 2023)
- 29. Oktober: Peter Krassa, österreichischer Autor († 2005)

- 02. November: Pat Buchanan, US-amerikanischer Politiker, Journalist
- 03. November: Terrence McNally, US-amerikanischer Dramatiker († 2020)
- 09. November: Claude Durand, französischer Schriftsteller, Verleger und Übersetzer († 2015)
- 14. November: Karla Schneider, deutsche Schriftstellerin
- 23. November: Herbert Achternbusch, deutscher Schriftsteller, Regisseur und Maler († 2022)
- 24. November: Ludwig Verbeek, deutscher Dichter, Schriftsteller, Essayist, Hörspielautor und Übersetzer († 2020)
- 26. November: Luisa Valenzuela, argentinische Schriftstellerin und Journalistin

- 03. Dezember: Claude Lapointe, französischer Kinderbuchillustrator († 2024)
- 05. Dezember: Alois Brandstetter, österreichischer Schriftsteller und Philologe
- 18. Dezember: Norman Junge, deutscher (Bilderbuch-)Illustrator († 2022)
- 21. Dezember: Felix Huby, deutscher Journalist, Drehbuchautor und Schriftsteller († 2022)
- 21. Dezember: Frank Moorhouse AM, australischer Schriftsteller († 2022)
- 23. Dezember: Mıgırdiç Margosyan, türkischer Schriftsteller, armenisch und türkisch schreibend († 2022)

## Gestorben
- 02. Januar: Wassyl Bobynskyj, ukrainischer Schriftsteller, Dichter und Übersetzer (* 1898)
- 16. Januar: Djado Blago, bulgarischer Dichter und Lehrer (* 1864)
- 25. Januar: William Slavens McNutt, US-amerikanischer Drehbuchautor und Schriftsteller (* 1885)

- 02. Februar: Friedrich Adler, österreichisch-tschechoslowakischer Schriftsteller (* 1857)
- 13. Februar: Karl Ludwig Schemann, deutscher Schriftsteller, Übersetzer und antisemitischer Rassentheoretiker (* 1852)
- 14. Februar: Arthur Eloesser, deutscher Journalist und Literaturhistoriker (* 1870)
- 16. Februar: Otto zur Linde, deutscher Schriftsteller (* 1873)
- 18. Februar: Leopoldo Lugones, argentinischer Dichter und Essayist (* 1874)

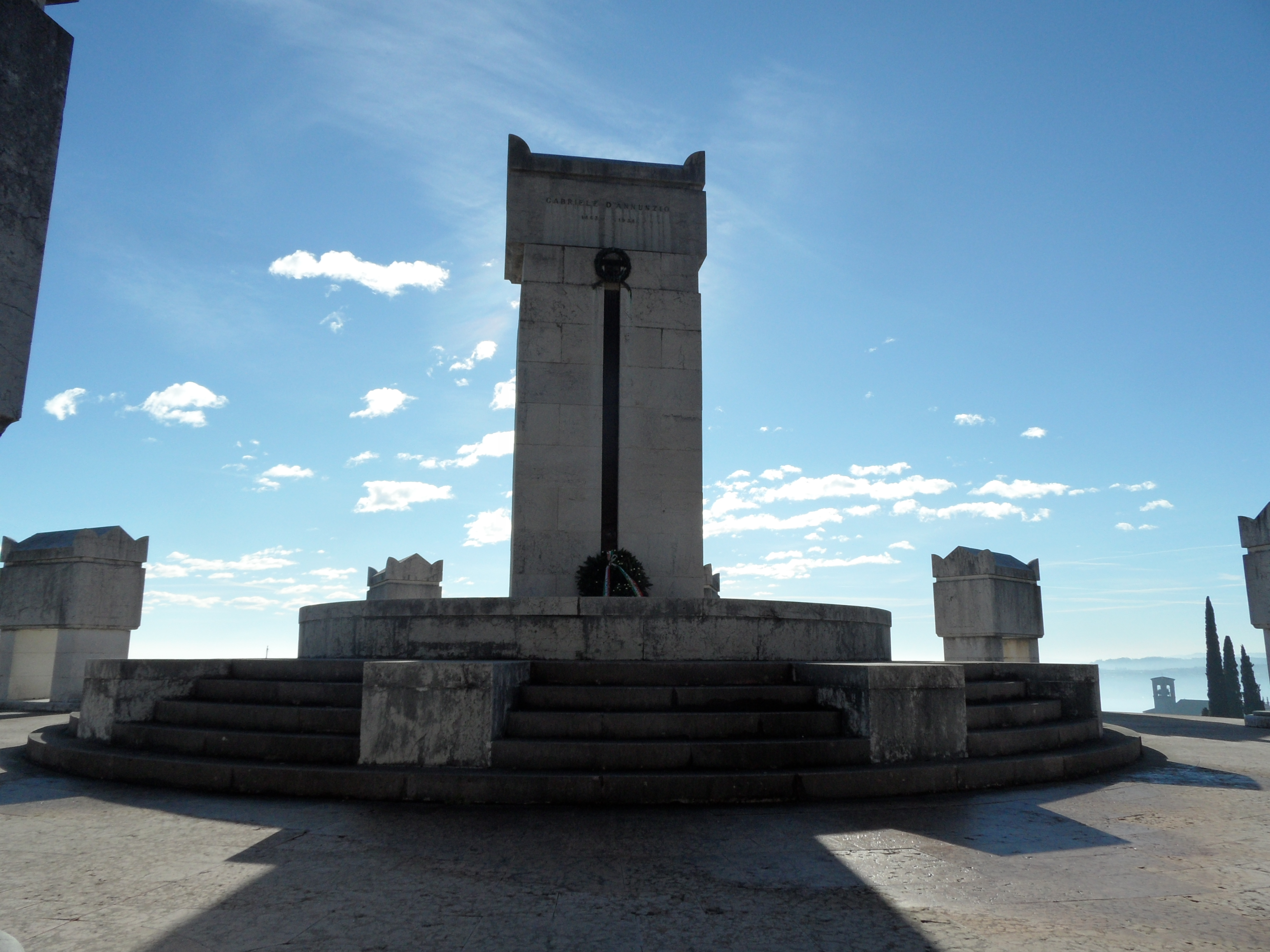
Grabmal Gabriele D’Annunzio (Ausschnitt der Gesamtanlage) in Gardone

- 01. März: Gabriele D’Annunzio, italienischer Schriftsteller und Dichter (* 1863)
- 16. März: Egon Friedell, österreichischer Schriftsteller, Philosoph und Schauspieler, Opfer des Nationalsozialismus (* 1878)
- 22. April: Robert Seitz, deutscher Schriftsteller (* 1891)

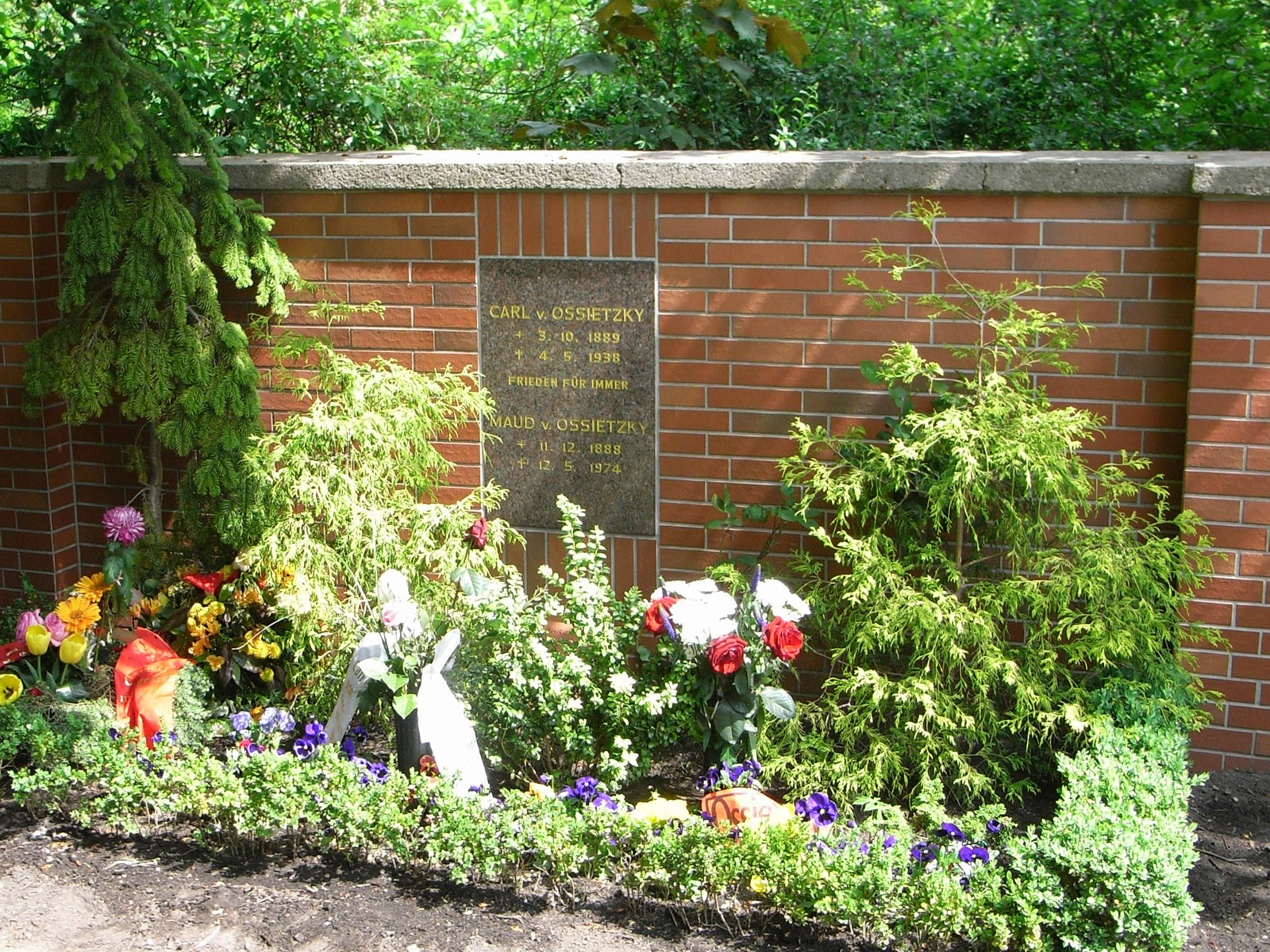
Grab Carl von Ossietzkys in Berlin

- 04. Mai: Carl von Ossietzky, deutscher Redakteur und Herausgeber, Friedensnobelpreisträger, Pazifist und Opfer des Nationalsozialismus (* 1889)
- 28. Mai: Diedrich Speckmann, deutscher Schriftsteller (* 1872)

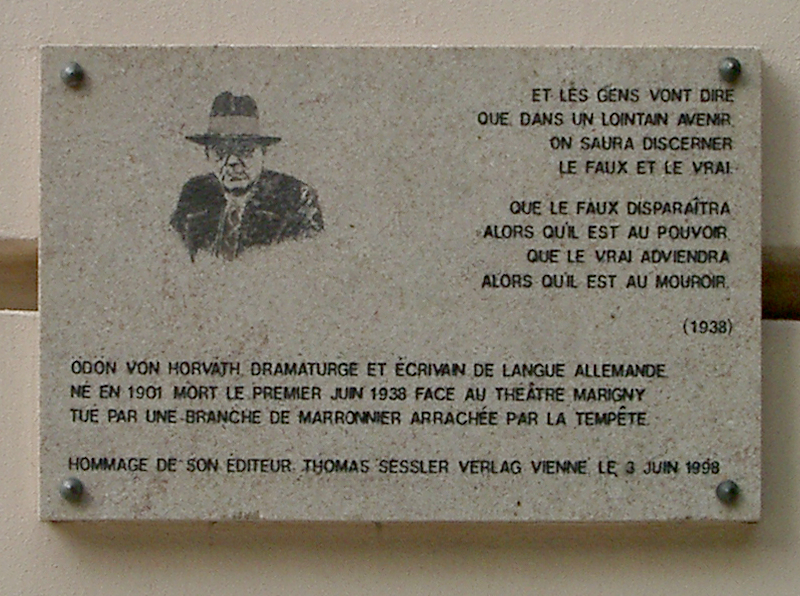
Gedenktafel an Ödön von Horváths Pariser Todesstätte

- 01. Juni: Ödön von Horváth, österreichisch-ungarischer Schriftsteller, Opfer des Nationalsozialismus (* 1901)

- 04. August: Rudolf G. Binding, deutscher Schriftsteller (* 1867)
- 26. August: Migjeni, albanischer Dichter (* 1911)

- 03. September: Bart de Ligt, niederländischer Theologe, Autor und Anarchist (* 1883)
- 14. September: Adam Karrillon, deutscher Arzt und Schriftsteller (* 1853)
- 15. September: Thomas Wolfe, US-amerikanischer Dichter (* 1900)

- 04. Oktober: Paul Hagen, deutscher Philologe und Bibliothekar (* 1864)
- 13. Oktober: Elzie Segar, amerikanischer Comiczeichner (* 1894)
- 17. Oktober: Lily Alice Lefevre, kanadische Lyrikerin (* 1853)
- 27. Oktober: Lascelles Abercrombie, britischer Lyriker und Literaturwissenschaftler  (* 1881)
- 23. November: Eduard Engel, deutscher Literaturhistoriker und Stilist (* 1851)

- 03. Dezember: Antonia Pozzi, italienische Dichterin (* 1912)
- 08. Dezember: Friedrich Glauser, Schweizer Schriftsteller (* 1896)
- 25. Dezember: Karel Čapek, tschechischer Journalist (* 1890)
- 27. Dezember: Ossip Mandelstam, russischer Dichter (* 1891)